# 西安市安康医院
西安市安康医院隶属于西安市公安局，位于陕西省西安市长安区杜曲新村。该医院是一所安康医院，是对危害社会治安的精神病人依法进行强制医疗的专门机构。该医院也是国家二级精神病专科医院。除了强制医疗外，该医院还对社会提供一般医疗服务，并承担精神疾病司法鉴定工作。

## 简介
该医院始建于1957年。2010年由西安曲江旅游度假区内的原址迁入位于西安市长安区杜曲新村的新址。